# 10th Mountain Division
La 10th Mountain Division (10ª Divisione da montagna) è una divisione di fanteria leggera dell'United States Army con base a Fort Drum, nello Stato di New York. È un'unità subordinata del XVIII Airborne Corps (XVIII Corpo d'armata aviotrasportato) ed è l'unico elemento dell'US Army specializzato nel combattimento in terreni aspri e condizioni meteorologiche estreme. La divisione conserva la sua designazione "mountain" (montana, di montagna) per ragioni storiche, ma in realtà è organizzata come una divisione di fanteria leggera.
Attivata come 10th light division (Alpine) nel 1943, l'unità fu l'ultima delle divisioni oggi ancora attive ad entrare nella seconda guerra mondiale. (Secondo "World War II Order of Battle" di Shelby L. Stanton, la 10th Mountain Division ebbe il suo battesimo di fuoco l'8 gennaio 1945 seguita dalle 8th, 13th, 16th e 20th Armored Divisions (divisioni corazzate) e dalle 65th, 71st, 76th, 86th, 89th e 97th Infantry Divisions (divisioni di fanteria) negli ultimi mesi di guerra).
La 10th Mountain Division combatté in Italia, nei terreni più aspri e accidentati del paese. Dopo la guerra, la divisione fu brevemente rinominata 10th Infantry Division (10ª Divisione di fanteria), un'unità di addestramento. Poco prima dello scioglimento, fu per poco tempo dispiegata in Germania.
Riattivata nel 1985, la divisione è stata dispiegata numerose volte durante gli anni novanta. Elementi di essa parteciparono all'operazione Desert Storm, operazione Restore Hope, operazione Uphold Democracy, Implementation Force e alle operazioni di soccorso che seguirono l'uragano Andrew. Dal 2001 la divisione e le sue quattro brigate da combattimento hanno operato sia in Iraq e in Afghanistan in supporto alle operazioni Iraqi Freedom e Enduring Freedom.

## Storia

### Origini
Anche se c'era una 10th Infantry Division attiva nel US Army durante la prima guerra mondiale, dopo la guerra fu ridenominata Panama Canal Division (divisione del Canale di Panama), che non ha nessuna connessione con la 10th Mountain Division della seconda guerra mondiale.
Nel novembre 1939, durante l'invasione della Finlandia da parte dell'Unione Sovietica, gli sforzi sovietici furono flagellati dalla distruzione di due divisioni corazzate da parte di soldati sciatori finlandesi. Vedendo l'efficacia di queste truppe, Charles Minot Dole, il presidente della National Ski Patrol (Pattuglia nazionale sciistica), iniziò a cercare di influenzare il Dipartimento della Guerra degli Stati Uniti per convincerli dell'utilità di un'unità simile di truppe specializzate nel combattimento invernale e in zone montuose.
Nel settembre 1940, Dole riuscì a presentare il suo caso al generale George C. Marshall, il capo di Stato Maggiore dell'Esercito degli Stati Uniti. Marshall fu d'accordo con le idee di Dole, e decise di creare un'unità di montagna per combattere in terreni accidentati. Così, l'8 dicembre 1941 l'US Army creò la sua prima unità di montagna, l'87th Mountain Infantry Battalion (poi noto come 87th Infantry Regiment), a Fort Lewis, Washington. L'87th si addestrò in luoghi e condizioni aspri, come la cima di 4 392 m del Monte Rainier. La National Ski Patrol fu incaricata di reclutare personale prima per l'87th Infantry Division e poi per la 10th Mountain Division. Dopo aver combattuto nella invasione di Kiska nel corso della più grande campagna delle isole Aleutine, al largo dell'Alaska, i comandanti decisero di espandere il concetto di guerra montana ad un'intera divisione. L'87th avrebbe formato il cuore della nuova divisione.

### Seconda guerra mondiale

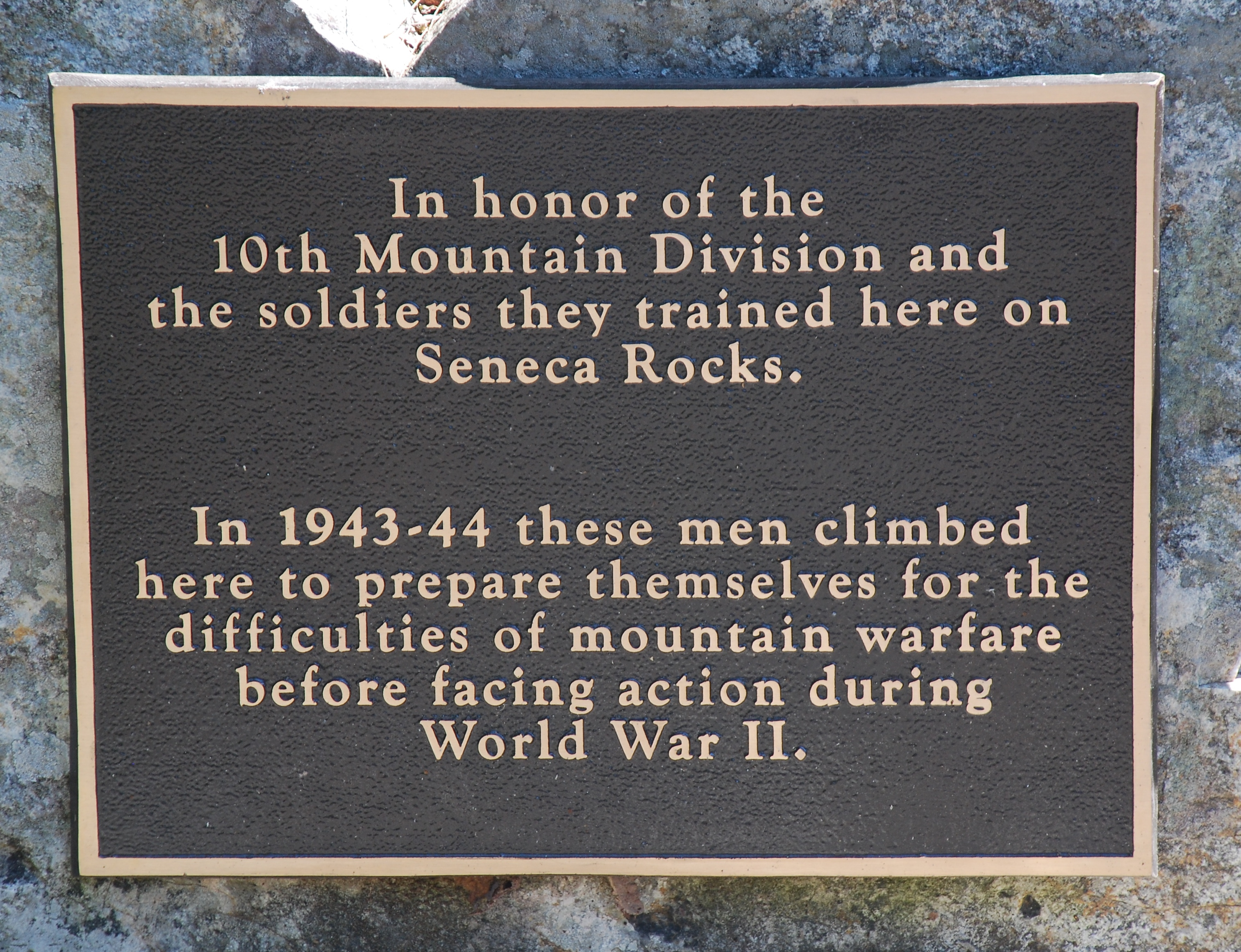
Placca in onore della 10th Mountain Division a Seneca Rocks, Virginia Occidentale.

La 10th light division (Alpine) (10ª Divisione leggera alpina) fu costituita il 10 luglio 1943 e attivata due giorni dopo a Camp Hale, in Colorado. La divisione era accentrata attorno ai seguenti reggimenti: 85th Infantry Regiment, 86th Infantry Regiment e ovviamente il 87th Infantry Regiment. Furono assegnati alla divisione anche:
- 604th, 605th e 616th battaglioni di Field Artillery (artiglieria da campagna)
- 110th Signal Company (trasmissioni)
- 710th Ordnance Company (rifornimento e manutenzione di armi e munizioni)
- 10th Quartermaster Company (sussistenza)
- 10th Reconnaissance Troop (ricognizione)
- 10th Engineer Battalion (genieri)
- 10th Medical Battalion (sanità)
- 10th Counter-Intelligence Detachment (controspionaggio).[5]

La 10th Light Division era particolare, in quanto l'unica nell'intero esercito ad avere tre battaglioni di artiglieria da campagna anziché quattro.
Nel 1943-1944 la 10th Mountain Division si addestrò a Seneca Rocks in Virginia Occidentale nella tecnica dell'arrampicata artificiale, dei segnali manuali e nell'uso di martelli per chiodi da roccia. Probabilmente, inizialmente seguirono le classiche vie di ascesa, anche se non ci sono molti dati disponibili. Durante la loro permanenza, furono usati più di 75 000 chiodi da roccia, molti dei quali ancora presenti.
La divisione si addestrò per un anno a Camp Hale, a 2804 m di altezza s.l.m. I soldati si allenarono a combattere e sopravvivere nelle più brutali condizioni montane, combattendo con sci e scarponi da neve, dormendo nella neve senza tende. Il 22 giugno 1944 la divisione fu mandata a Camp Swift, in Texas, per prepararsi a delle manovre in Louisiana, che furono in seguito cancellate. Un periodo di acclimatazione ad una bassa altitudine e con un clima caldo sarebbe stato necessario per prepararsi a questo addestramento. Il 6 novembre 1944, la 10th Divisione fu rinominata 10th Mountain Division. Lo stesso mese fu autorizzato il nuovo stemma blu e bianco con la scritta "Mountain".

#### Italia

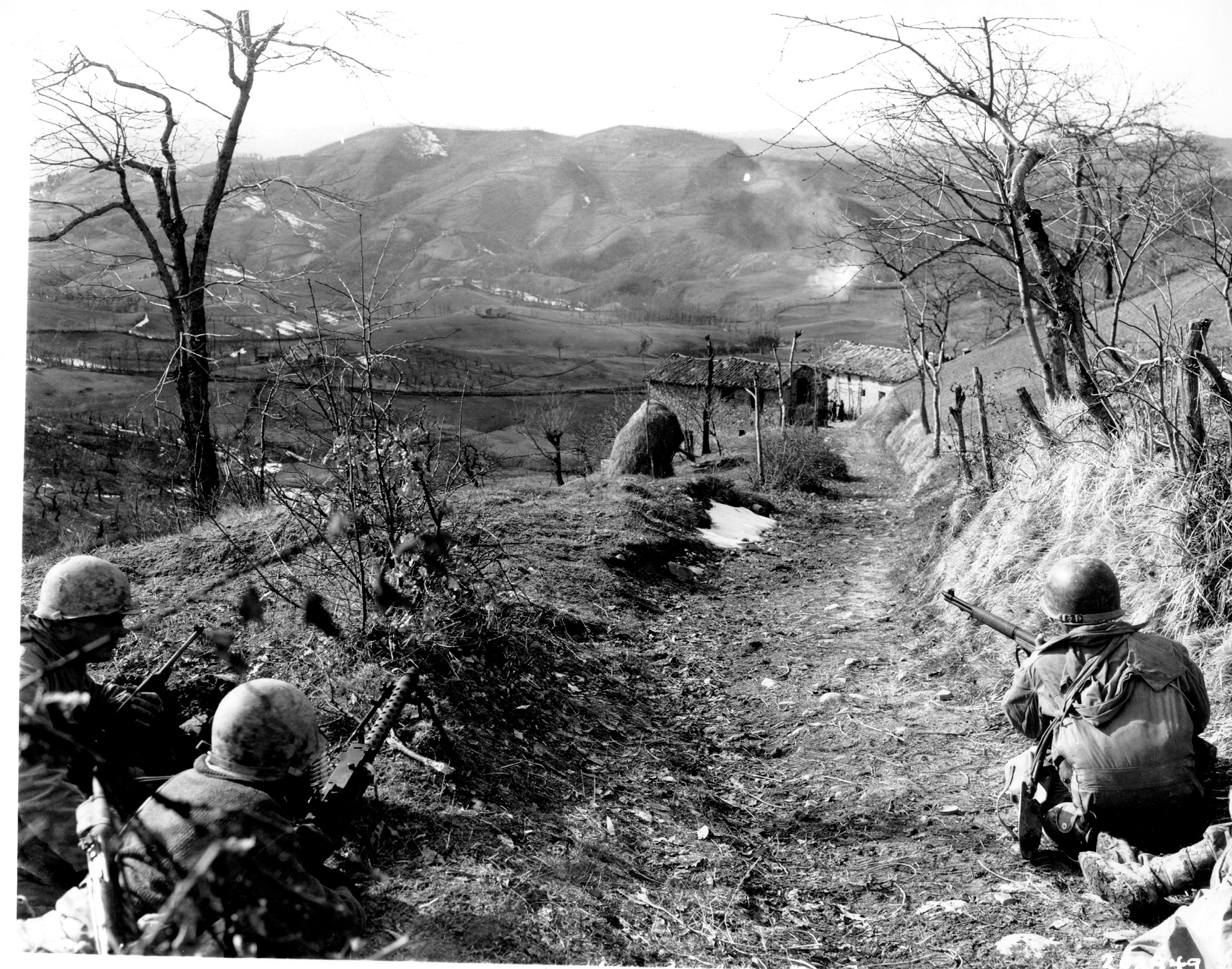
Soldati della 10th Mountain Division forniscono fuoco di copertura ad una squadra d'assalto nell'Italia settentrionale.

La divisione salpò diretta in Italia alla fine del 1944, e arrivò a destinazione il 6 gennaio 1945. Fu l'ultima divisione dell'US Army ad entrare in combattimento durante la seconda guerra mondiale. L'unità incominciò immediatamente a combattere vicino Cutigliano e Orsigna. Azioni offensive preliminari furono seguite il 19 febbraio 1945.
In questa fase dei combattimenti fu aggregato alla divisione anche il 5° Salmerie Someggiate "Montecassino" del Corpo Italiano di Liberazione. Per questo sostegno, i soldati del 5° "Montecassino" ricevettero l'onore, a quanto pare unico nel suo genere, di fregiarsi dello stemma della V Armata USA.
L'unità attaccò il settore di Monte Belvedere-Monte della Torraccia che furono ripuliti dopo diversi giorni di intensi combattimenti. All'inizio di marzo 1945 la divisione si spinse fino a nord di Canolle, arrivando a 24 km da Bologna. Per le successive tre settimane la divisione mantenne posizioni difensive. Il 14 aprile iniziò l'attacco generale della 5ª Armata e la divisione si mosse da Monte della Spe lungo la direttrice Roffeno-Tolè, finché il 20 aprile non catturò Mongiorgio ed entrò nella valle del Po, catturando i punti strategici di Pradalbino e Bomporto. La 10th attraversò il Po il 23 aprile, liberando Verona il 26, incontrando forte resistenza a Nago-Torbole. Dopo aver attraversato il Lago di Garda, furono messi in sicurezza Gargnano e Tremosine. Il 30 aprile 1945 la resistenza tedesca in Italia finì. Dopo la resa tedesca il 2 maggio, la divisione assunse compiti di sicurezza, accogliendo i prigionieri germanici. In seguito fu utilizzata come truppa di occupazione controllando le aree di Cave del Predil, Caporetto, Plezzo per impedire l'occupazione di parte della Venezia Giulia, da parte delle forze comuniste di Tito, fino alla fine del luglio 1945

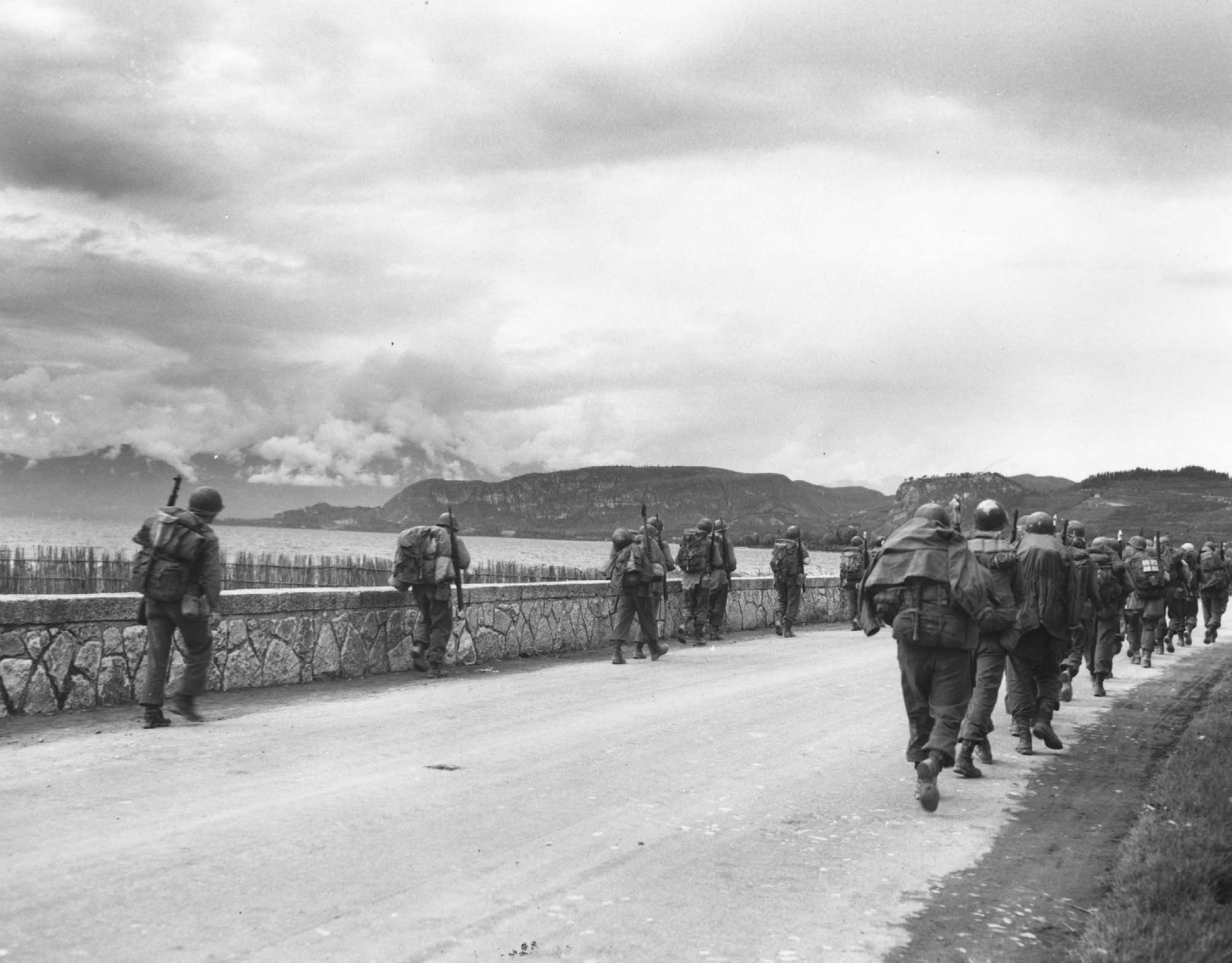
Soldati della divisione nei pressi del lago di Garda, 29 aprile 1945.

#### Smobilitazione
Originariamente, dopo la sconfitta italo-tedesca in Europa, la 10th Mountain Division sarebbe dovuta essere inviata nel teatro del Pacifico per prendere parte all'Operazione Downfall, cioè all'invasione del Giappone che tuttavia si arrese nell'agosto 1945 in seguito ai bombardamenti atomici di Hiroshima e Nagasaki.
La divisione tornò negli Stati Uniti dopo due giorni. Fu smobilizzata e disattivata il 30 novembre 1945 a Camp Carson, Colorado.
Nel corso della seconda guerra mondiale, la divisione soffrì 992 morti e 4154 feriti nel corso di 114 giorni di combattimento. La divisione vantava una Medal of Honor (John D. Magrath), tre Distinguished Service Cross, una Distinguished Service Medal, 499 Silver Star, sette medaglie della Legion di merito, 15 Soldier's Medal e 7 729 Bronze Star Medals. La bandiera della divisione stessa fu decorata con due pennoni.

### Guerra Fredda
Nel giugno 1948 la divisione fu ricostruita a Fort Riley, Kansas come divisione d'addestramento. Senza la parola "Mountain", essa servì per i seguenti dieci anni come 10th Infantry Division, incaricata con per le prime pratiche delle reclute e l'addestramento di rimpiazzi in grandi numeri. Questa missione fu espansa in seguito allo scoppio della guerra di Corea nel 1950; per il 1953, 123 000 reclute dell'US Army si erano addestrate a Fort Riley con la 10th Mountain Division.
Nel 1954, la divisione fu convertita ad unità combattente ancora una volta, anche se ancora non riguadagnò il termine "Mountain".
Usando l'equipaggiamento appartenente alla 37th Infantry Division, in via di decomissionamento, la 10th fu inviata a Würzburg, in Germania per sostituire la 1st Infantry Division come parte della forza difensiva della NATO. La divisione rimase in Germania quattro anni, finché non fu sostituita dalla 3rd Infantry Division.. Tornata dall'Europa, la 10th Infantry Division fu trasferita a Fort Benning, Georgia e nuovamente disattivata il 14 giugno 1958.

### Riattivazione

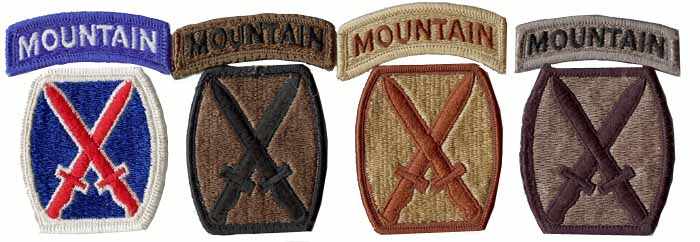
Esempi di stemmi della 10th Mountain Division; da destra a sinistra: a colori, BDU mimetizzata, Desertico e ACU mimetizzato.

Il 13 febbraio 1985 la 10th Mountain Division (Light Infantry) fu nuovamente ricostituita a Fort Drum, New York. In accordo con il piano per la trasformazione dell'US Army, la divisione non fu più creata attorno a dei reggimenti; invece, due brigate furono create sotto il suo comando: la 1st Brigade, 10th Mountain Division fu organizzata a Fort Drum mentre la 2nd Brigate, 10th Mountain Division si costituì a Fort Benning, trasferendosi poi a Fort Drum nel 1988. Anche una brigata dall'Army National Guard, la 27th Infantry Brigate fu assegnata alla 10th Mountain Division, designata come fanteria leggera capace di dispiegarsi rapidamente. L'equipaggiamento fu scelto in base a criteri di ridotto peso e dimensioni, per ragioni sia strategiche che di mobilità tattica.

### Operazione Desert Storm
Nel 1990 la divisione partecipò con 1 200 soldati all'Operazione Desert Storm. La maggior parte dei soldati (quasi 1 000 uomini) proveniva dal 548th Supply and Services Battalion il cui compito era di supportare la 24th Infantry Division (Mechanized) in Iraq. In seguito ad un cessate il fuoco nel marzo 1991, i soldati di supporto tornarono a Fort Drum nel corso di giugno.
Il 24 agosto 1992 l'uragano Andrew colpì la Florida meridionale, uccidendo tredici persone e lasciando altri 250 000 sfollati, provocando danni per più di 20 miliardi di dollari. Il 27 settembre 1992 la 10th Mountain Division assunse la responsabilità delle operazioni di soccorso per l'uragano Andrew come Task Force Mountain.
I soldati costruirono campi d'accoglienza, distribuirono cibo, vestiti, medicinali, materiali edili; aiutarono anche nel ricostruire le case e nel rimuovere i detriti. Gli ultimi dei 6 000 uomini inviati tornarono alla base nell'ottobre 1992.

### Operazione Restore Hope

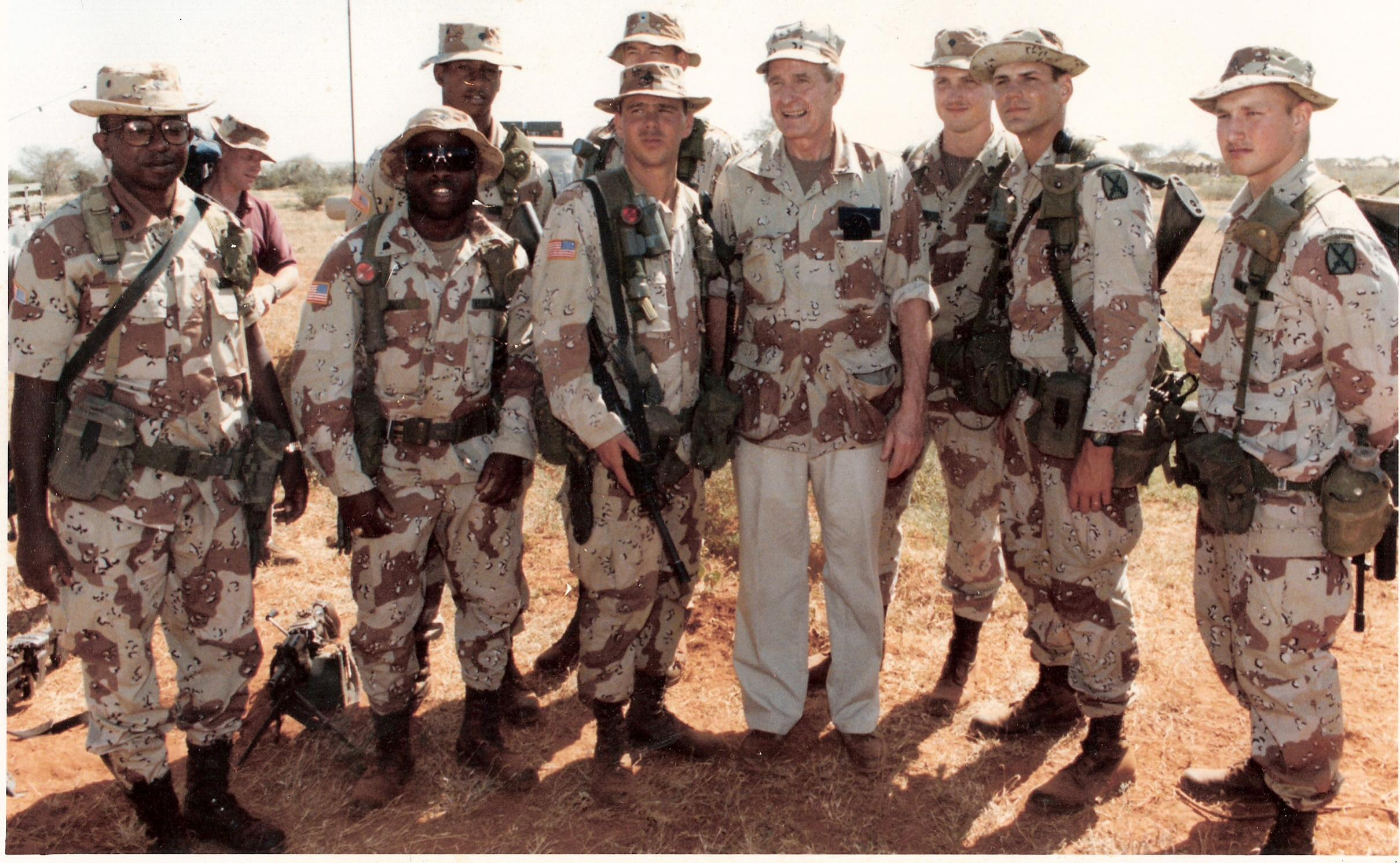
Membri del 1-87th Infantry, 10th Mountain Division. assieme al presidente George H. W. Bush nel gennaio 1993.

Il 3 dicembre 1993 il quartier generale della divisione fu designato centro di comando di tutte le Army Forces (ARFOR) dell'Unified Task Force (UNITAF) per l'Operazione Restore Hope in Somalia. Il maggior generale Steven L. Arnold, comandante della divisione, fu posto al capo delle Army Forces. Il compito della 10th Mountain Division era quello di mettere in sicurezza strade e città, per permettere il passaggio sicuro degli aiuti umanitari per la popolazione somala, sofferente per gli effetti della guerra civile somala.
Grazie agli sforzi della divisione, le agenzie umanitarie dichiararono la fine dell'emergenza per quanto riguardava il cibo; anche le lotte intestine diminuirono. Quando scoppiò la battaglia di Mogadiscio, in seguito all'abbattimento della Task Force Ranger e della squadra di ricerca e salvataggio, le unità della 10th Mountain Division fornirono le truppe di terra volute dall'ONU per recuperare gli alleati. Durante il combattimento, che fu il più lungo scontro a fuoco affrontato da unità regolari dell'US Army dalla guerra del Vietnam, persero la vita due soldati della divisione.
Nel febbraio 1994, la divisione iniziò un graduale ritiro delle forze dalla Somalia finché gli ultimi soldati ritornarono negli Stati Uniti nel marzo 1994.

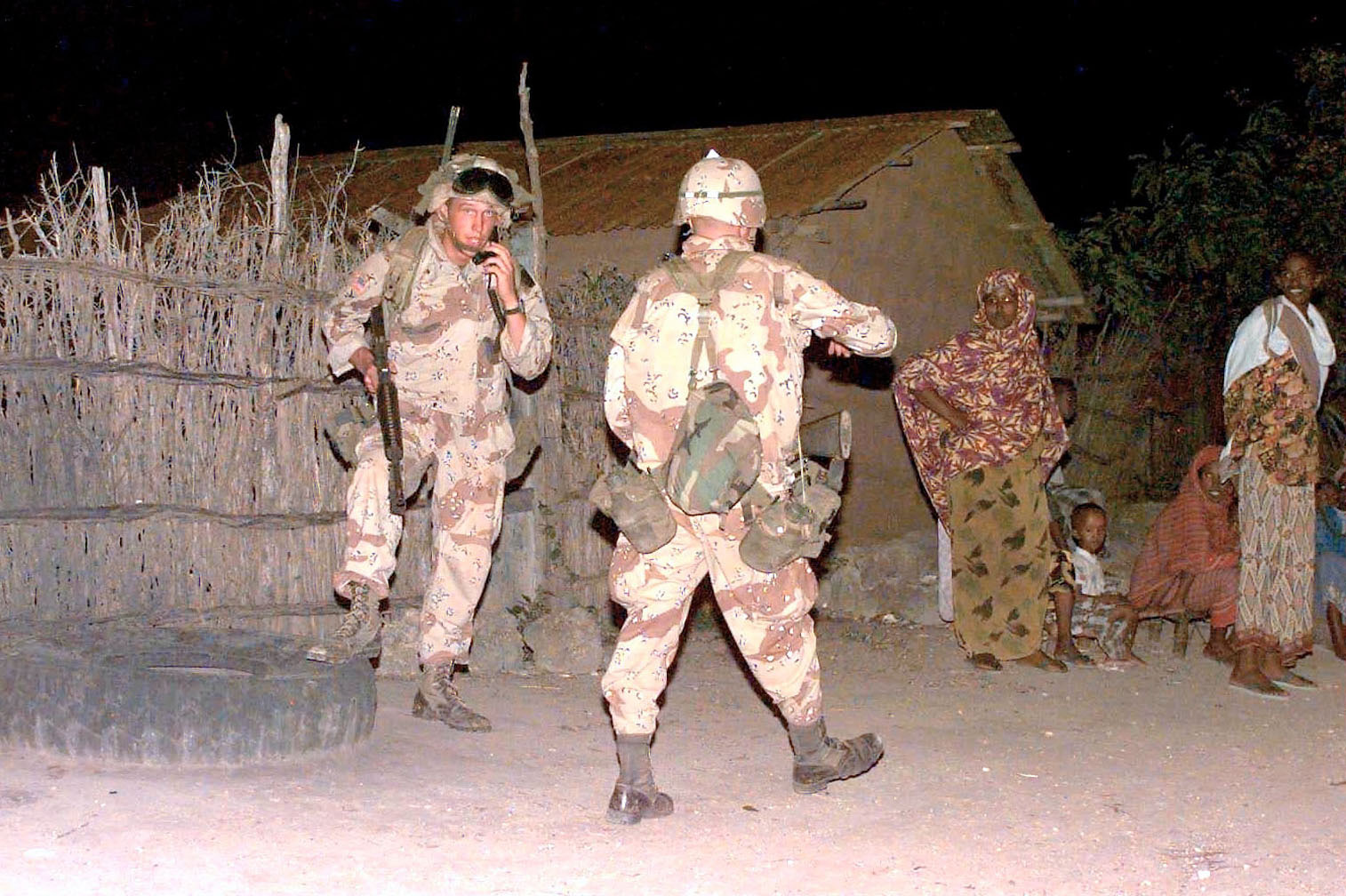
Soldati della 10th controllano un villaggio somalo alla ricerca di armi (1993).

### Operazione Uphold Democracy
La divisione formò il nucleo della Multinational Force Haiti (MNF Haiti) e della Joint Task Force 190 (JTF 190) ad Haiti durante il corso dell'operazione Uphold Democracy. Più di 8 600 militari della divisione parteciparono a questa missione.
Il 19 settembre 1994, la 1st Brigade condusse il primo assalto aereo con partenza da portaerei nell'intera storia dell'US Army con 54 elicotteri e quasi 2 000 soldati. I militari occuparono anche l'aeroporto internazionale di Port-au-Prince.

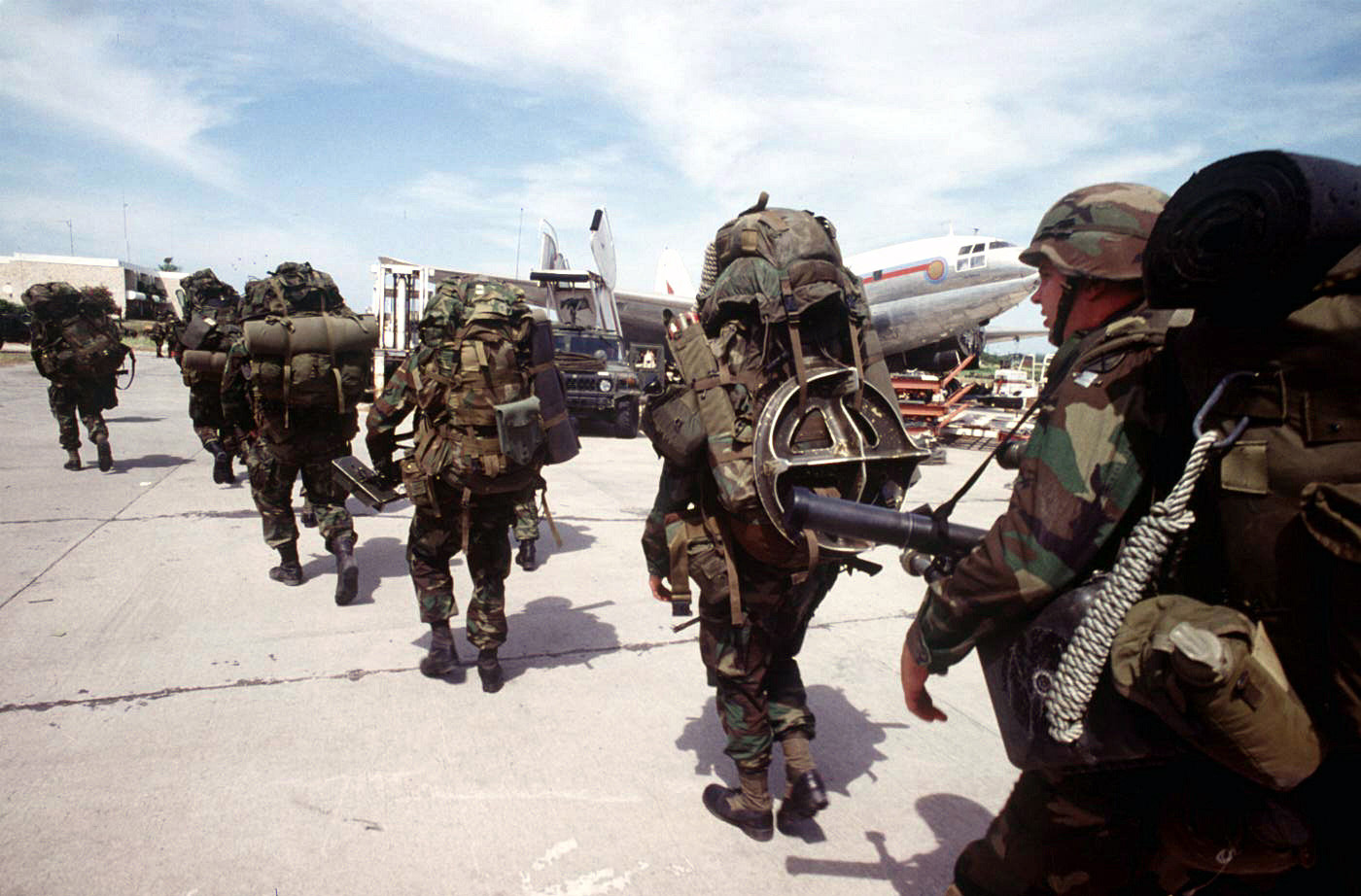
Truppe della 10th Mountain Division occupano l'aeroporto internazionale di Port-au-Prince nel 1994.

Questa fu la più vasta operazione aerea dell'esercito americano con base su una portaerei dai tempi del raid di Doolittle durante la seconda guerra mondiale (18 aprile 1942).
La missione della divisione era quella di creare un ambiente stabile e sicuro affinché il presidente haitiano Jean-Betrand Aristide potesse essere reinstaurato e che potessero essere svolte elezioni democratiche. Il 15 gennaio 1995, la 10th Mountain Division passò il testimone del controllo della MNF-Haiti alla 25th Infantry Division, essendo i suoi compiti esauriti. Per il 31 gennaio 1995, gli ultimi uomini stanziati ad Haiti erano tornati nuovamente negli Stati Uniti.

### Task Force Eagle
Nell'autunno del 1998 la divisione fu informata che avrebbe dovuto fungere da quartier generale per la Task Force Eagle, per il peacekeeping all'interno dell'area di responsabilità della Multi-National Division North, in Bosnia ed Erzegovina. Unità scelte della divisione furono dispiegate verso la fine dell'estate; in tutto, furono circa 3 000 i soldati coinvolti nell'operazione.
Dopo aver compiuto anche questa missione, la responsabilità fu trasferita (Transfer of Authority) dalla 10th Mountain Division alla 49th Armored Division della Guardia nazionale del Texas. All'inizio dell'estate del 2000, tutti i soldati della divisione erano tornati a Fort Drum.

### Guerra al terrorismo

#### Controversie sulle condizioni della divisione

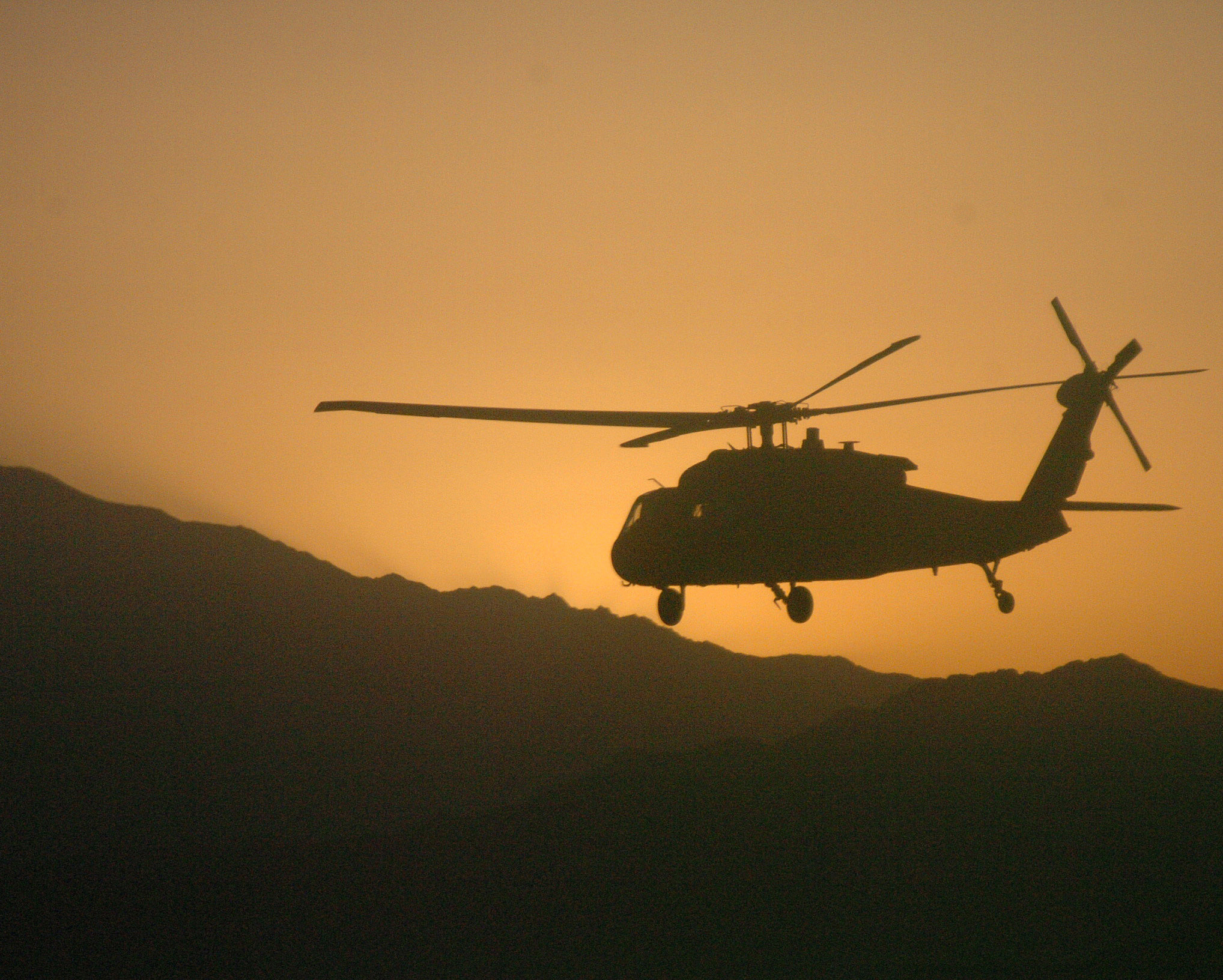
Un UH-60 Black Hawk trasporta truppe della 10th Mountain Division in Afghanistan.

Durante la campagna per le elezioni presidenziali del 2000, lo stato della 10th Mountain Division diventò argomento di dibattito politico quando George W. Bush asserì che la divisione non era più pronta a svolgere il proprio dovere, attribuendo ciò al fatto che le frequenti missioni nel corso degli anni novanta avevano lasciato poco tempo ai suoi soldati per riaddestrarsi e riequipaggiarsi. Un rapporto del US General Accounting Office del luglio 2000 notò inoltre che, anche se non erano mai state dispiegate tutte le unità della divisione in una volta sola, l'impiego di elementi fondamentali, specialmente quelli che formavano il comando, rendevano la divisione non disponibile altrove in caso di una guerra. Il think tank conservatore The Heritage Foundation fu d'accordo con queste critiche, accusando l'intero apparato militare statunitense di non essere preparato ad una guerra a causa dei tagli al bilancio militare seguiti alla fine della Guerra Fredda.
L'US Army rispose che, anche se la 10th Mountain Division si era rivelata impreparata in seguito al dispiegamento nella Task Force Eagle, l'unità era completamente pronta al combattimento nel corso del tardo 2000, nonostante fosse comunque sotto organico. Tuttavia, la 10th Mountain Division fu comunque declassata nella lista di dispiegamento, permettendole di riequipaggiarsi e riaddestrarsi.
Nel 2002, l'editorialista David Hackworth, veterano altamente decorato, criticò di nuovo la divisione, accusandola di essere impreparata a causa della mancanza di addestramento, dello scarso addestramento fisico, di comandanti poco abili e del basso morale. Hackworth dichiarò che la divisione non era più capace di condurre guerra in montagna.

#### Operazioni in Afghanistan
In seguito agli attentati dell'11 settembre 2001 unità della divisione, incluso il suo battaglione di truppe speciali e il 1-87th Infantry furono dispiegati in Afghanistan nel corso dell'Operazione Enduring Freedom, verso la fine del 2001. Le truppe della 10th Mountain Division rimasero nel paese fino alla metà del 2002, combattendo in remote aree dell'Afghanistan e partecipando ad operazioni come l'Operazione Anaconda, la battaglia di Mazar-i-Sharif, la battaglia di Qala-i-Jangi e i combattimenti nella valle dello Shahi Khot. Al ritorno in madrepatria, la divisione fu accolta e lodata dal presidente Bush.

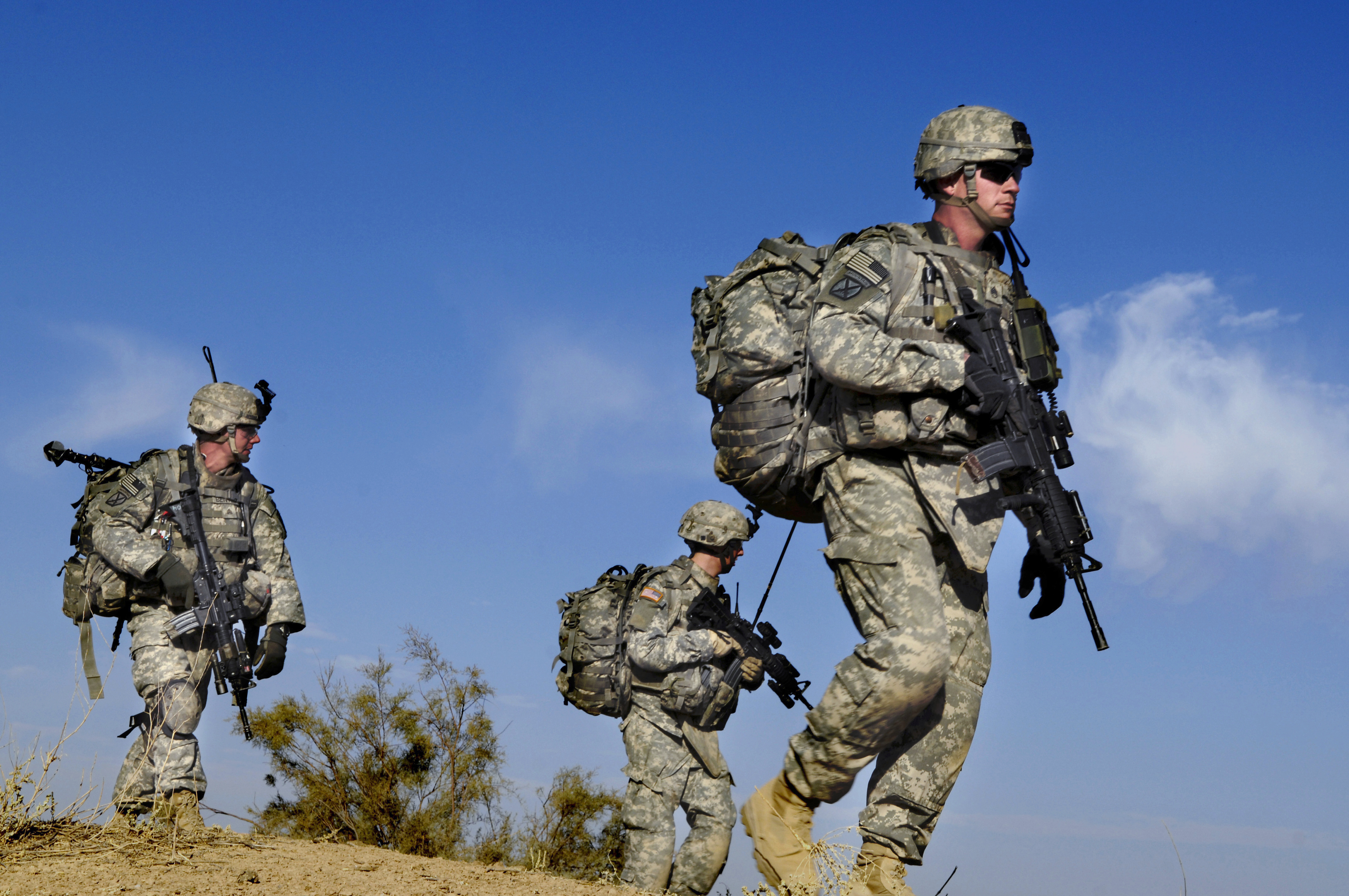
Soldati della 10th Mountain Division in Iraq alla ricerca di campi d'addestramento ed armi dei ribelli.

Nel 2003 il comando della divisione, assieme alla 1st Brigade fu nuovamente trasferito in Afghanistan. In quel periodo, operarono nelle regioni di confine come la provincia Paktika, controllando zone in precedenza non toccate dalla guerra. La 10th Mountain Division condusse operazioni volte alla ricerca di forze talebane e di Al-Qaeda, nel corso di conflitti su piccola scala come l'Operazione Mountain Resolve e l'Operazione Mountain Viper; la strategia adottata fu quella di piccole unità inviate in zone remote del paese per interagire direttamente con la popolazione, scacciando via i ribelli. La divisione partecipò anche ad alcune operazioni umanitarie.

#### Riorganizzazione e impiego in Iraq

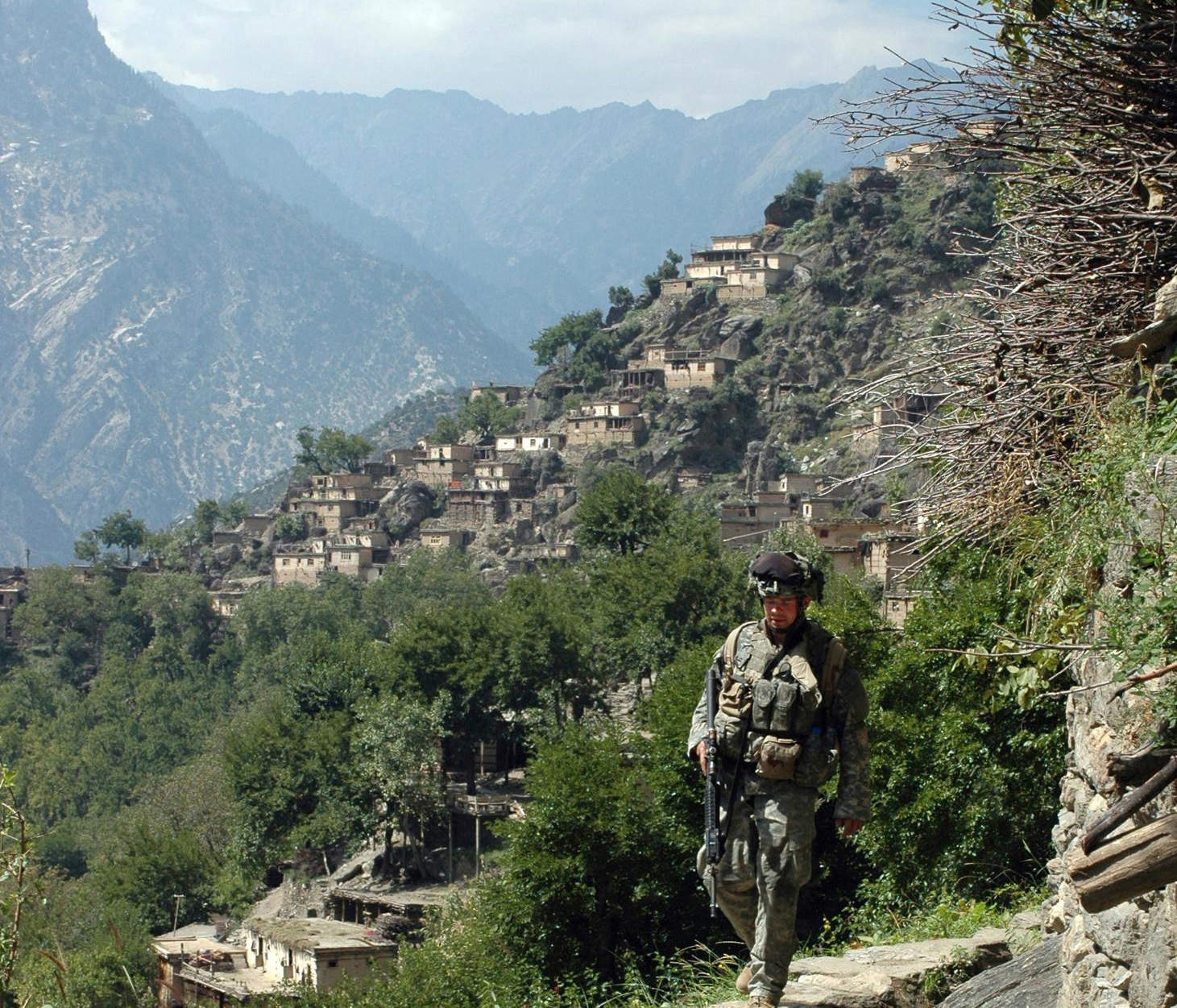
Soldato della 10th Mountain Division in pattuglia nella provincia del Nuristan, Afghanistan.

Al ritorno negli Stati Uniti d'America del comando della divisione e della 1st Brigade, la 10th Mountain Division iniziò il processo di trasformazione in divisione modulare. Il 16 settembre 2004 il comando di divisione finì la trasformazione, aggiungendo il 10th Mountain Division Special Troops Battalion. La 1st Brigade diventò 1st Brigade Combat Team, mentre fu costituito per la prima volta il 3rd Combat Team. Nel gennaio 2005 il 4th Brigade Combat Team fu attivato a Fort Polk, Louisiana. Inoltre, il 2nd Brigade Combat Team non fu trasformato fino al settembre 2005, a causa di un dispiegamento in Iraq.
Nel tardo 2004, il 2nd Brigade Combat Team fu inviato in Iraq nel corso dell'Operazione Iraqi Freedom. Il 2nd Brigate Combat Team, inoltre, prese parte alle operazioni nella Baghdad occidentale, ritornando negli USA verso la fine del 2005. In quel periodo, il 1st Brigade Combat Team fu nuovamente spedito in Iraq, rimanendoci fino al 2006.

#### Impieghi recenti

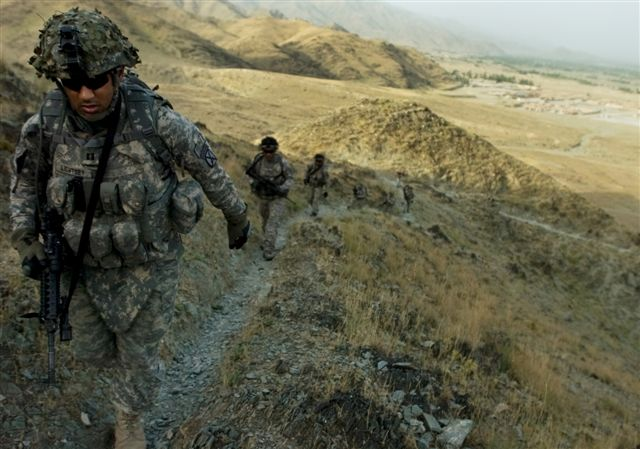
Soldati della 10th Mountain Division appartenenti al 1st Battalion, 32nd Infantry si fanno strada nella provincia Kunar.

Il comando di divisione, la 3rd Brigade Combat Team e due Battalion Task Forces provenienti dal 4th Brigade Combat Team furono dispiegati in Afghanistan nel 2006, ritornando in patria nel 2007. Le operazioni compiute dai membri della 10th Mountain Division furono comprese nella zona più orientale del paese, al confine con il Pakistan; in precedenza, la divisione aveva già avuto compiti simili.
In questo periodo, fu aumentato il tempo che la brigata, assieme alla 4th Brigade Combat Team della 82nd Airborne Division, avrebbe trascorso oltreoceano; comunque, alla fine, le unità furono rimpiazzate dal 173rd Airborne Brigade Combat Team, richiamato dal teatro di guerra in Iraq.
Dopo un anno di riposo, il comando di divisione fu dispiegato in Iraq per la prima volta nell'aprile 2008; il loro compito era quello di coordinare le forze nella Baghdad meridionale, mentre il 4th Brigade Combat Team operava nella zona settentrionale della capitale irachena agli ordini della 4th Infantry Division dal novembre 2007 al gennaio 2009. La 10th Mountain Division partecipò in operazioni su larga scala come l'Operazione Phantom Phoenix.
Era previsto l'impiego in Iraq del 3rd Brigade Combat Team nel 2009, ma il programma fu cambiato; l'unità fu infatti inviata a Logar e a Wardak, Afghanistan orientale, come rimpiazzo della 101st Airborne Division, nel quadro di una riorganizzazione generale delle forze USA nel paese. La brigata era responsabile dell'espansione delle Forward Operating Bases (Basi operative avanzate) nella regione, come anche il rinforzo della presenza militare statunitense nella regione, in preparazione all'arrivo di addizionali forze USA.
Il 2nd Brigade Combat Team era in programma di partire per l'Iraq nell'autunno del 2009, nel corso della rotazione del biennio 2009-2010.
Il 1st Brigade Combat Team, invece, fu inviato in Afghanistan all'inizio della primavera 2010 fino all'anno successivo.
L'US Army è correntemente impegnato nell'estensione degli alloggi a Fort Drum, con l'intenzione di ricollocare il 4th Brigade Combat Team da Fort Polk a Fort Drum prima del 2013.
Nel febbraio 2015 la  2nd Brigade è stata rischierata in Afghanistan.

## Decorazioni
La 10th Mountain Division fu premiata con due pennoni di campagna nel corso della seconda guerra mondiale e di altri quattro nel corso della guerra al terrorismo, per un totale di sei pennoni e due decorazioni all'unità nella sua storia operativa. Da notare che alcune delle brigate appartenenti alla divisione hanno ricevuto più o meno decorazioni in base alle missioni assegnate alle singole unità.
| Nastro | Decorazione                          | Anno      | Note                              |
| ------ | ------------------------------------ | --------- | --------------------------------- |
|        | Meritorious Unit Commendation (Army) | 2001–2002 | per il servizio in Asia centrale. |
|        | Meritorious Unit Commendation (Army) | 2003–2004 | per il servizio in Afghanistan.   |
|        | Meritorious Unit Commendation (Army) | 2008–2009 | per il servizio in Iraq.          |

## Pennoni di campagna
| Conflitto                   | Pennone                  | Anni      |
| --------------------------- | ------------------------ | --------- |
| Seconda guerra mondiale     | Appennini settentrionali | 1945      |
| Seconda guerra mondiale     | Pianura padana           | 1945      |
| Operazione Enduring Freedom | Afghanistan              | 2001—2002 |
| Operazione Enduring Freedom | Afghanistan              | 2003—2004 |
| Operazione Enduring Freedom | Afghanistan              | 2006—2007 |
| Operazione Iraqi Freedom    | Iraq                     | 2008—2009 |

## Organizzazione

Ordine di battaglia della 10th Mountain Division

La 10th Mountain Division è composta da quattro Brigade Combat Team, un Combat Aviation Brigade (una brigata aerea) e un Special Troops Battalion (battaglione di truppe speciali). La decima divisione è l'unica, delle divisioni della US Army, a essere specializzata nel combattimento in condizioni atmosferiche avverse e su terreni accidentati.
- 10th Mountain Headquarters & Headquarters Battalion
  - Headquarters and Headquarters Company
  - Network Support Company
  - 10th Mountain Division Band
- 1st Brigade Combat Team "Warrior"[32]
  - 1st Battalion, 87th Infantry Regiment
  - 22nd Infantry Regiment (United States)|2nd Battalion, 22nd Infantry Regiment
  - 1st Squadron, 71st Cavalry Regiment
  - 3rd Battalion, 6th Field Artillery Regiment
  - 1st Brigade Special Troops Battalion
  - 10th Brigade Support Battalion
- 2nd Brigade Combat Team "Commandos" [32]
  - 2nd Battalion, 14th Infantry Regiment
  - 4th Battalion, 31st Infantry Regiment
  - 1st Squadron, 89th Cavalry Regiment
  - 2nd Battalion, 15th Field Artillery Regiment
  - 2nd Brigade Special Troops Battalion
  - 210th Brigade Support Battalion
- 3rd Brigade Combat Team "Spartans"[32]
  - 1st Battalion, 32nd Infantry Regiment
  - 2nd Battalion, 87th Infantry Regiment
  - 3rd Squadron, 71st Cavalry Regiment
  - 4th Battalion, 25th Field Artillery Regiment
  - 3rd Brigade Special Troops Battalion
  - 710th Brigade Support Battalion
- 4th Brigade Combat Team "Patriots"[32]
  - 2nd Battalion, 4th Infantry Regiment
  - 2nd Battalion, 30th Infantry Regiment
  - 3rd Squadron, 89th Cavalry Regiment
  - 5th Battalion, 25th Field Artillery Regiment
  - 4th Brigade Special Troops Battalion
  - 94th Brigade Support Battalion
- Combat Aviation Brigade "Falcons"[32]
  - 1st Battalion, 10th Aviation Regiment
  - 2nd Battalion, 10th Aviation Regiment
  - 3rd Battalion, 10th Aviation Regiment
  - 6th Squadron, 6th Cavalry Regiment
  - 277th Aviation Support Battalion
- 10th Sustainment Brigade "Muleskinners"[33] (non fa parte della divisione)
  - 10th Sustainment Brigade Troops Battalion
  - 620th Movement Control Team
  - 548th Combat Service Support Battalion
  - 7th Combat Engineers Battalion (ADCON Minus)
  - 91st Military Police Battalion (ADCON Minus)
  - 63rd Explosive Ordnance Battalion (ADCON Minus)